# Лошка Долина
Община Лошка Долина (словен. Občina Loška dolina) — одна з общин в південно-західній Словенії. Адміністративним центром є місто Стари трг при Ложу. Знаменною для общини є карстова печера Крижна Яма. Община Лошка Долина має площу 166,8 км².

## Населення
У 2021 році в общині проживало 3703 осіб, 1923 чоловіки і 1780 жінок. Чисельність економічно активного населення (за місцем проживання), 1750 осіб. Середня щомісячна чиста заробітна плата одного працівника (EUR), 987,47 (в середньому по Словенії 1208,65). Середній вік жителів склав 45,4 роки (в середньому по Словенії 43,7).
| 2011 | 2012 | 2013 | 2014 | 2015 | 2016 | 2017 | 2018 | 2019 | 2020 | 2021 |
| ---- | ---- | ---- | ---- | ---- | ---- | ---- | ---- | ---- | ---- | ---- |
| 3899 | 3881 | 3871 | 3869 | 3866 | 3857 | 3835 | 3731 | 3744 | 3757 | 3703 |

## Поселення
В склад Община Лошка входять наступні поселення:
- Бабна Полиця
- Бабно Полє
- Дане
- Доленє Поляне
- Іга-Вас
- Кланце
- Кнежя Нива
- Козарище
- Лож
- Марковець
- Надлеск
- Подцеркев
- Подгора-при-Ложу
- Подлож
- Пудоб
- Шмарата
- Старий Трг-при-Ложу
- Вишевек
- Врх
- Врхника-при-Ложу